# Ophion slossonae
Ophion slossonae är en stekelart som beskrevs av Davis 1893. Ophion slossonae ingår i släktet Ophion och familjen brokparasitsteklar. Inga underarter finns listade i Catalogue of Life.